# Józef Suliński (konspirator)

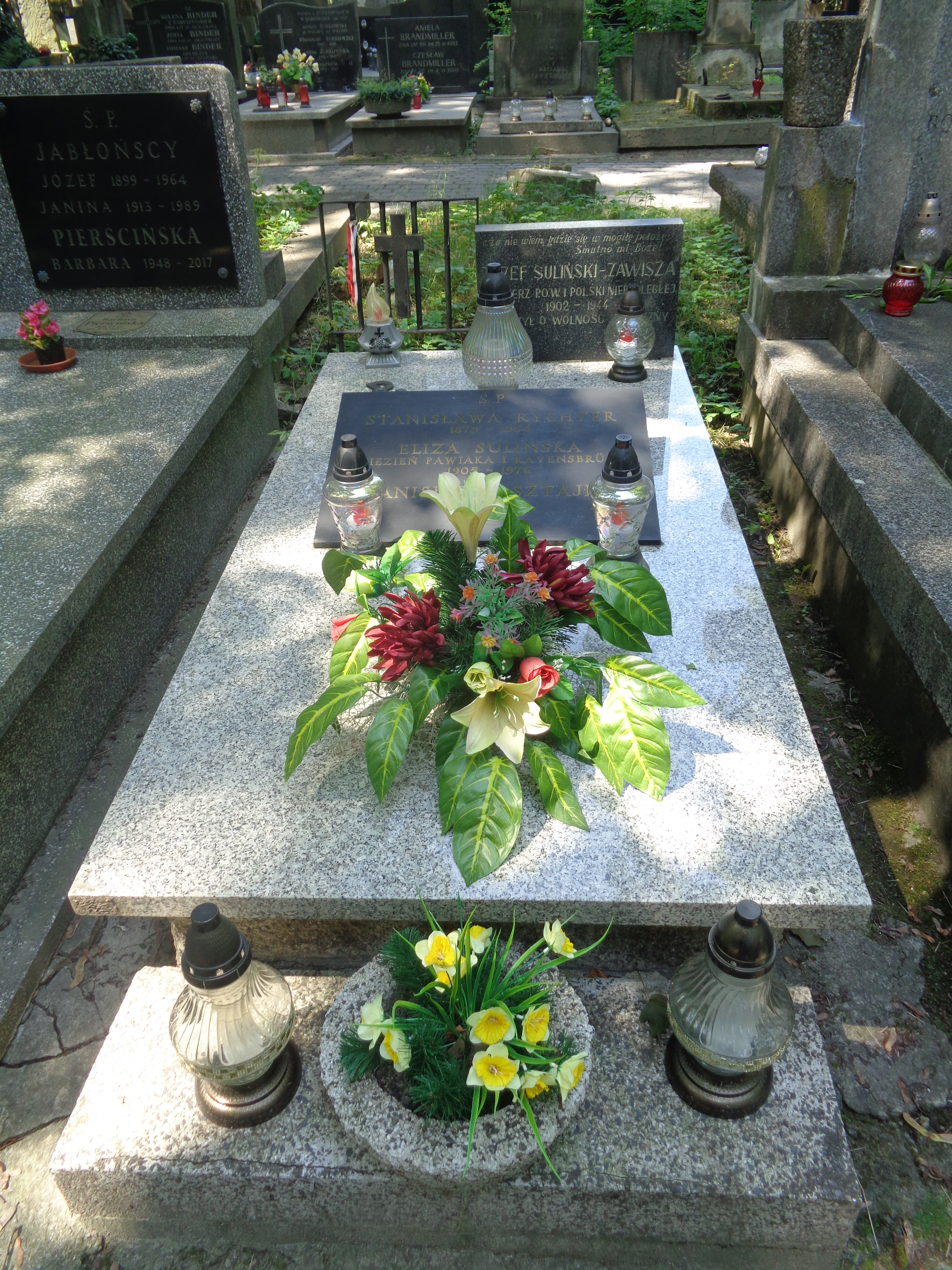
Grób Józefa Sulińskiego na Cmentarzu Powązkowskim

Józef Suliński (ur. 28 marca 1902 roku w Kutnie, zm. 29 marca 1944 roku w Piastowie) – urzędnik Zarządu m.st. Warszawy, członek Polskiej Organizacji Wojskowej, żołnierz – ochotnik wojny polsko - bolszewickiej, komendant organizacji Polska Niepodległa.

## Działalność do 1939 roku
Od 1916 roku działał w tajnym skautingu, od 1918 roku w POW (pseudonim Sulima). W listopadzie 1918 roku brał udział w rozbrajaniu Niemców. Zajmował się wyszkoleniem wojskowym w hufcu warszawskim. Ochotniczo zgłosił się do kompanii szturmowej 37 pułku piechoty będąc uczniem 6 klasy Gimnazjum i Liceum im. Jana Henryka Dąbrowskiego w Kutnie i wziął udział w wojnie polsko - bolszewickiej. Pracownik Zarządu m.st. Warszawy. Należał do I Kutnowskiej Drużyny Wędrowniczej im. Tadeusza Rejtana. Absolwent Politechniki Warszawskiej (rocznik 1937).
Przed 1939 rokiem pełnił funkcję sekretarza Koła Warszawa – Południe Związku Peowiaków im. Por. Tadeusza Żulińskiego. 

## II wojna światowa
W czasie obrony Warszawy we wrześniu 1939 roku był komendantem I batalionu pracy. 
1 listopada 1939 roku założył organizację konspiracyjną Polska Niepodległa i został jej Komendantem Głównym. W ramach tej organizacji nosił pseudonimy: Harpun, Onufry, Zawisza. Aresztowany przez Gestapo w swoim warszawskim mieszkaniu przy ul. Grottgera 11 m 5 w nocy 7/8 stycznia 1941 roku wraz z żoną Elizą Sulińską. Osadzony na Pawiaku i poddany ciężkiemu śledztwu. Celowo zarażony w więzieniu tyfusem przez organizację podziemną trafił do szpitala, skąd 18 listopada 1941 roku zbiegł. Ukrywał się w lokalach konspiracyjnych w Warszawie, Jabłonnie, Buchniku, Malichach i Piastowie.  29 marca 1944 roku podczas próby aresztowania przez Gestapo popełnił samobójstwo zażywając cyjanek potasu. Został pochowany na Cmentarzu Powązkowskim w Warszawie (kwatera 297-5-6).

## Odznaczenia
- Krzyż Walecznych
- Medal Niepodległości (1937)
- Srebrny Krzyż Zasługi (1938).

## Upamiętnienia
- Tablica pamiątkowa w kościele św. Antoniego przy ul.Senatorskiej w Warszawie (1978)
- Tablica pamiątkowa w hallu głównym Urzędu Wojewódzkiego pl.Bankowy 3/5 w Warszawie (1996)
- Tablica pamiątkowa w miejscu zamieszkania w latach 1931-44 przy ul.Grottgera 11 w Warszawie (1997)
- Tablica pamiątkowa w I LO im.Gen. J.H.Dąbrowskiego w Kutnie poświęcona nauczycielom i uczniom szkoły - ochotnikom wojny z bolszewikami; Józef Suliński wymieniony jest na 42 miejscu wśród 58 żołnierzy (2000)